# Campionati mondiali di snowboard 2015
I Campionati mondiali di snowboard 2015, 11ª edizione della manifestazione organizzati dalla Federazione internazionale sci e snowboard, si sono svolti a Kreischberg, in Austria, dal 15 al 25 gennaio 2015.
Per la prima volta le competizioni iridate di freestyle e di snowboard si sono svolte congiuntamente nella medesima località, la stessa che aveva già ospitato i Campionati mondiali di snowboard 2003.
Il programma ha incluso gare di snowboard cross, halfpipe, slopestyle, slalom parallelo, slalom gigante parallelo e big air, tutte sia maschili sia femminili.

## Risultati

### Uomini

#### Snowboard cross
| Pos. | Atleta              | Nazione     |
| ---- | ------------------- | ----------- |
| 1    | Luca Matteotti      | Italia      |
| 2    | Kevin Hill          | Canada      |
| 3    | Nick Baumgartner    | Stati Uniti |
| 4    | Nate Holland        | Stati Uniti |
| 5    | Alessandro Hämmerle | Austria     |
| 6    | Alex Pullin         | Australia   |
| 7    | Laro Herrero        | Spagna      |
| 8    | Lluís Marin Tarroch | Andorra     |
| 9    | Regino Hernández    | Spagna      |
| 10   | Julian Lüftner      | Austria     |

16 gennaio 2015

#### Halfpipe
| Pos. | Atleta            | Nazione       | Punti |
| ---- | ----------------- | ------------- | ----- |
| 1    | Scotty James      | Australia     | 91,50 |
| 2    | Zhang Yiwei       | Cina          | 89,50 |
| 3    | Tim-Kevin Ravnjak | Slovenia      | 89,25 |
| 4    | Jurij Podladčikov | Svizzera      | 84,25 |
| 5    | Taku Hiraoka      | Giappone      | 82,50 |
| 6    | Kent Callister    | Australia     | 82,25 |
| 7    | Christian Haller  | Svizzera      | 75,00 |
| 8    | Lee Kwang-ki      | Corea del Sud | 65,75 |
| 9    | David Hablützel   | Svizzera      | 64,25 |
| 10   | Jan Scherrer      | Svizzera      | 44,75 |

17 gennaio 2015

#### Slopestyle
| Pos. | Atleta             | Nazione     | Punti |
| ---- | ------------------ | ----------- | ----- |
| 1    | Ryan Stassel       | Stati Uniti | 97,50 |
| 2    | Roope Tonteri      | Finlandia   | 93,75 |
| 3    | Kyle Mack          | Stati Uniti | 92,75 |
| 4    | Darcy Sharpe       | Canada      | 90,75 |
| 5    | Jonas Bösiger      | Svizzera    | 84,00 |
| 6    | Michael Ciccarelli | Canada      | 82,25 |
| 7    | Jan Nečas          | Rep. Ceca   | 78,75 |
| 8    | Philipp Kundratitz | Austria     | 72,50 |
| 9    | Måns Hedberg       | Svezia      | 69,75 |
| 10   | Seamus O'Connor    | Irlanda     | 54,50 |

21 gennaio 2015

#### Slalom parallelo
| Pos. | Atleta             | Nazione  |
| ---- | ------------------ | -------- |
| 1    | Roland Fischnaller | Italia   |
| 2    | Andrej Sobolev     | Russia   |
| 3    | Rok Marguč         | Slovenia |
| 4    | Aaron March        | Italia   |
| 5    | Žan Košir          | Slovenia |
| 6    | Lukas Mathies      | Austria  |
| 7    | Vic Wild           | Russia   |
| 8    | Mirko Felicetti    | Italia   |
| 9    | Kaspar Flütsch     | Svizzera |
| 10   | Benjamin Karl      | Austria  |

22 gennaio 2015

#### Slalom gigante parallelo
| Pos. | Atleta             | Nazione  |
| ---- | ------------------ | -------- |
| 1    | Andrej Sobolev     | Russia   |
| 2    | Žan Košir          | Slovenia |
| 3    | Benjamin Karl      | Austria  |
| 4    | Valerij Kolegov    | Russia   |
| 5    | Jasey Jay Anderson | Canada   |
| 6    | Anton Unterkofler  | Austria  |
| 7    | Vic Wild           | Russia   |
| 8    | Rok Flander        | Slovenia |
| 9    | Edwin Coratti      | Italia   |
| 10   | Lukas Mathies      | Austria  |

23 gennaio 2015

#### Big air
| Pos. | Atleta             | Nazione     | Punti  |
| ---- | ------------------ | ----------- | ------ |
| 1    | Roope Tonteri      | Finlandia   | 173,75 |
| 2    | Darcy Sharpe       | Canada      | 169,50 |
| 3    | Kyle Mack          | Stati Uniti | 163,50 |
| 4    | Lucien Koch        | Svizzera    | 154,75 |
| 5    | Michael Ciccarelli | Canada      | 153,50 |
| 6    | Niklas Mattsson    | Svezia      | 151,00 |
| 7    | Billy Morgan       | Regno Unito | 147,50 |
| 8    | Ville Paumola      | Finlandia   | 131,00 |
| 9    | Måns Hedberg       | Svezia      | 104,00 |
| 10   | Anton Mamaev       | Russia      | 34,50  |

24 gennaio 2015

### Donne

#### Snowboard cross
| Pos. | Atleta              | Nazione     |
| ---- | ------------------- | ----------- |
| 1    | Lindsey Jacobellis  | Stati Uniti |
| 2    | Nelly Moenne-Loccoz | Francia     |
| 3    | Michela Moioli      | Italia      |
| 4    | Aleksandra Žekova   | Bulgaria    |
| 5    | Dominique Maltais   | Canada      |
| 6    | Eva Samková         | Rep. Ceca   |
| 7    | Belle Brockhoff     | Australia   |
| 8    | Charlotte Bankes    | Francia     |
| 9    | Faye Gulini         | Stati Uniti |
| 10   | Maria Ramberger     | Austria     |

16 gennaio 2015

#### Halfpipe
| Pos. | Atleta            | Nazione   | Punti |
| ---- | ----------------- | --------- | ----- |
| 1    | Cai Xuetong       | Cina      | 94,25 |
| 2    | Queralt Castellet | Spagna    | 81,25 |
| 3    | Clémence Grimal   | Francia   | 80,25 |
| 4    | Hikaru Ōe         | Giappone  | 72,25 |
| 5    | Sophie Rodriguez  | Francia   | 65,25 |
| 6    | Torah Bright      | Australia | 57,00 |
| 7    | Li Shuang         | Cina      | 75,50 |
| 8    | Mirabelle Thovex  | Francia   | 68,25 |
| 9    | Verena Rohrer     | Svizzera  | 66,00 |
| 10   | Sun Zhifeng       | Cina      | 58,25 |

17 gennaio 2015

#### Slopestyle
| Pos. | Atleta          | Nazione     | Punti |
| ---- | --------------- | ----------- | ----- |
| 1    | Miyabi Onitsuka | Giappone    | 92,50 |
| 2    | Anna Gasser     | Austria     | 89,50 |
| 3    | Klaudia Medlová | Slovacchia  | 84,25 |
| 4    | Sina Candrian   | Svizzera    | 79,50 |
| 5    | Jenna Blasman   | Canada      | 61,25 |
| 6    | Anna Gyarmati   | Ungheria    |       |
| 7    | Aimee Fuller    | Regno Unito | 69,50 |
| 8    | Ella Suitiala   | Finlandia   | 34,50 |
| 9    | Karly Shorr     | Stati Uniti | 21,00 |
| 10   | Jessika Jenson  | Stati Uniti | 14,00 |

21 gennaio 2015

#### Slalom parallelo
| Pos. | Atleta               | Nazione   |
| ---- | -------------------- | --------- |
| 1    | Ester Ledecká        | Rep. Ceca |
| 2    | Julia Dujmovits      | Austria   |
| 3    | Marion Kreiner       | Austria   |
| 4    | Selina Jörg          | Germania  |
| 5    | Alëna Zavarzina      | Russia    |
| 6    | Julie Zogg           | Svizzera  |
| 7    | Amelie Kober         | Germania  |
| 8    | Ekaterina Tudegeševa | Russia    |
| 9    | Patrizia Kummer      | Svizzera  |
| 10   | Ina Meschik          | Austria   |

22 gennaio 2015

#### Slalom gigante parallelo
| Pos. | Atleta               | Nazione   |
| ---- | -------------------- | --------- |
| 1    | Claudia Riegler      | Austria   |
| 2    | Alëna Zavarzina      | Russia    |
| 3    | Tomoka Takeuchi      | Giappone  |
| 4    | Julie Zogg           | Svizzera  |
| 5    | Ester Ledecká        | Rep. Ceca |
| 6    | Marion Kreiner       | Austria   |
| 7    | Patrizia Kummer      | Svizzera  |
| 8    | Marianne Leeson      | Canada    |
| 9    | Ekaterina Tudegeševa | Russia    |
| 10   | Caroline Calvé       | Canada    |

23 gennaio 2015

#### Big air
| Pos. | Atleta          | Nazione     | Punti  |
| ---- | --------------- | ----------- | ------ |
| 1    | Elena Könz      | Svizzera    | 157,75 |
| 2    | Merika Enne     | Finlandia   | 148,75 |
| 3    | Sina Candrian   | Svizzera    | 143,25 |
| 4    | Klaudia Medlová | Slovacchia  | 136,75 |
| 5    | Lia-Mara Bösch  | Svizzera    | 126,50 |
| 6    | Urška Pribošič  | Slovenia    | 63,50  |
| 7    | Loranne Smans   | Belgio      | 66,75  |
| 8    | Jessika Jenson  | Stati Uniti | 64,25  |
| 9    | Ella Suitiala   | Finlandia   | 63,00  |
| 10   | Maria Hidalgo   | Spagna      | 61,50  |

24 gennaio 2015

## Medagliere
| Pos. | Nazione     | Oro | Argento | Bronzo | Totale |
| ---- | ----------- | --- | ------- | ------ | ------ |
| 1    | Stati Uniti | 2   | 0       | 3      | 5      |
| 2    | Italia      | 2   | 0       | 1      | 3      |
| 3    | Austria     | 1   | 2       | 2      | 5      |
| 4    | Finlandia   | 1   | 2       | 0      | 3      |
| 4    | Russia      | 1   | 2       | 0      | 3      |
| 6    | Cina        | 1   | 1       | 0      | 2      |
| 7    | Giappone    | 1   | 0       | 1      | 2      |
| 7    | Svizzera    | 1   | 0       | 1      | 2      |
| 9    | Australia   | 1   | 0       | 0      | 1      |
| 9    | Rep. Ceca   | 1   | 0       | 0      | 1      |
| 11   | Canada      | 0   | 2       | 0      | 2      |
| 12   | Slovenia    | 0   | 1       | 2      | 3      |
| 13   | Francia     | 0   | 1       | 1      | 2      |
| 14   | Spagna      | 0   | 1       | 0      | 1      |
| 15   | Slovacchia  | 0   | 0       | 1      | 1      |